# Dorotheenhof (Bensdorf)
Der Dorotheenhof war ein Ausflugslokal und ursprünglich auch ein Laden im gleichnamigen Wohnplatz in der Nähe der Plauer Schleuse.

## Geschichte

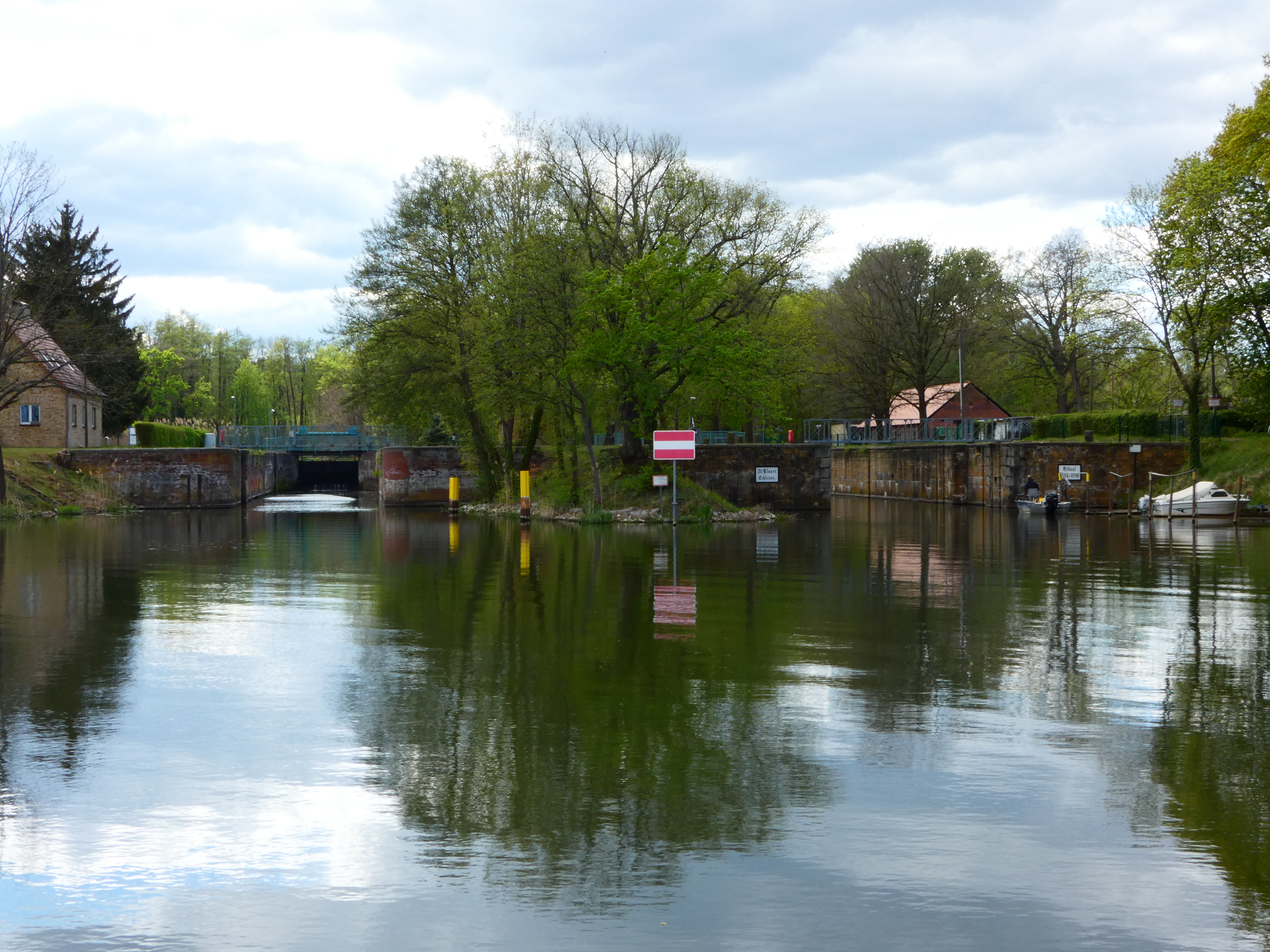
Die Schleuse Plaue am Woltersdorfer Altkanal

Das Lokal wurde laut einer Inschrift an der Fassade 1848 von Andreas Bittkow gegründet; es gibt allerdings auch einen Hinweis auf einen Gründer namens Christian Schindelhauer, nach dessen Frau der Dorotheenhof benannt worden sein soll. 1890 übernahm wieder ein Andreas Bittkow die Leitung. Anfangs handelte es sich um eine Schiffergaststätte mit angeschlossenem Kommissionshandel, sodass die Schiffer ihren täglichen Bedarf decken konnten. Nachdem aber der alte Plauer Kanal, an dem der Dorotheenhof liegt, durch den Elbe-Havel-Kanal ergänzt worden war und die Berufsschifffahrt diesen neuen Verkehrsweg wählte, wurde aus dem Dorotheenhof in den 1920er-Jahren ein Ausflugslokal. Willi Bittkow, der damalige Besitzer, ließ einen großen Saal anbauen und sorgte dafür, dass eine Schiffsanlegestelle am Wendsee eingerichtet wurde. Die Lage am Schleusenkessel war günstig, weil die Gäste sowohl den Schleusenbetrieb beobachten als auch Spaziergänge an beiden Kanalufern unternehmen konnten. Willi Bittkow betrieb den Gasthof und zwei Fahrgastschiffe angeblich bis zum Kriegsende. Nach seinem Tod übernahmen Willi Bittkows Tochter Dorothee Korn und deren Ehemann Werner Korn den Dorotheenhof.
Aber zu DDR-Zeiten war die Gaststätte ab 1955 zwangsverpachtet und wurde von der Konsum-Genossenschaft heruntergewirtschaftet. Ab 1972 musste das Gebäude deshalb einer dreijährigen Sanierung unterzogen werden. Nach der Wende versuchte man nach einem Besitzerwechsel einen Neuanfang. 2007 pachtete Birgit Nicolai den Dorotheenhof, zwei Jahre später kaufte sie ihn Dorothee Korn ab. Sie verkaufte das Anwesen im Jahr 2013 an Martina Liebchen, deren Ehemann Erhard Liebchen alleiniger Gesellschafter der Dorotheenhof GmbH wurde.
2014/15 erfolgte eine umfangreiche Sanierung. Damals war geplant, im eigentlichen Gebäude des Lokals drei Ferienwohnungen unterzubringen und auf dem Areal noch acht Holzbungalows für weitere Übernachtungsgäste zu errichten. Im Zuge der Sanierung wurde unter anderem die Fassade mit ihren Stuckelementen und gegliederten Holzfenstern aufgefrischt. 2019 wurde Susann Elster Geschäftsführerin. Sie hoffte, nach der langen Sanierungszeit an alte Traditionen anknüpfen zu können. Unter anderem legte, jedenfalls auf Bestellung, mit der Havelfee wieder ein Ausflugsschiff am Anleger Dorotheenhof an. Mit Bernd Korn, einem Sohn Dorothee Korns, arbeitete auch ein Mitglied der einstigen Besitzerfamilie im Service mit. Die Familie Bittkow/Kern hatte nach der Wende die Altkredite nicht mehr finanzieren können und das Anwesen deshalb abgeben müssen.
2020 wurde der Dorotheenhof wieder geschlossen.

### Schiffe der Gründerfamilie Bittkow
Die Familie Bittkow hatte einst nicht nur für die Errichtung der Schiffsanlegestelle beim Dorotheenhof gesorgt, sondern auch selbst mehrere Schiffe betrieben, die großenteils am Dorotheenhof beheimatet waren. Unklar ist, ob das heute (Stand: April 2022) noch vorhandene Wrack eines Schiffes, das zuletzt Hedwig hieß, der einstige Schlepper Walter ist, der 1903 auf der Werft der Gebr. Wiemann für Andreas Bittkow gebaut wurde.
Den Schiffsnamen Walter verwendete die Familie offenbar mehrmals. Ansichtskarten zeigen das Lokal beispielsweise mit einem davor liegenden Dampfer namens Walter, eindeutig einem Personenschiff. Uwe Giesler kennt nur ein Fahrgastschiff namens Walter, das von der Familie Bittkow betrieben wurde, nämlich die spätere Deutschland. Sie gehörte laut Giesler von 1923 bis 1926 Andreas Bittkow.
Laut Giesler gab es ab 1924 noch einmal einen Schlepper namens Walter beim Dorotheenhof; Besitzerin war Maria Bittkow. Bei diesem Schiff handelte es sich nach Giesler um einen 1892 gebauten Schlepper, der ursprünglich Helene Elise hieß und von der Schiffswerft Nüske in Stettin 1893 unter der Baunummer 79 gebaut worden war.
Aber nicht alle Bittkow-Schiffe hießen Walter. 1904 legte Andreas Bittkow sich einen in den Niederlanden gebauten Schlepper zu, den er Willi nannte. Dieses Schiff blieb bis 1924 beim Dorotheenhof beheimatet. Von 1929 an bis in die 1960er-Jahre gab es beim Dorotheenhof den Schlepper Glückauf, der zunächst Bittkow & Möser, dann Walter Bittkow gehörte.
Unter den Schiffen der Bittkows war auch der Schlepper Sachsen, der 1908 auf der Werft der Gebr. Wiemann für Andreas Bittkow gebaut wurde und später die Namen Arthur und Oka trug. Er wurde 1973 abgewrackt.

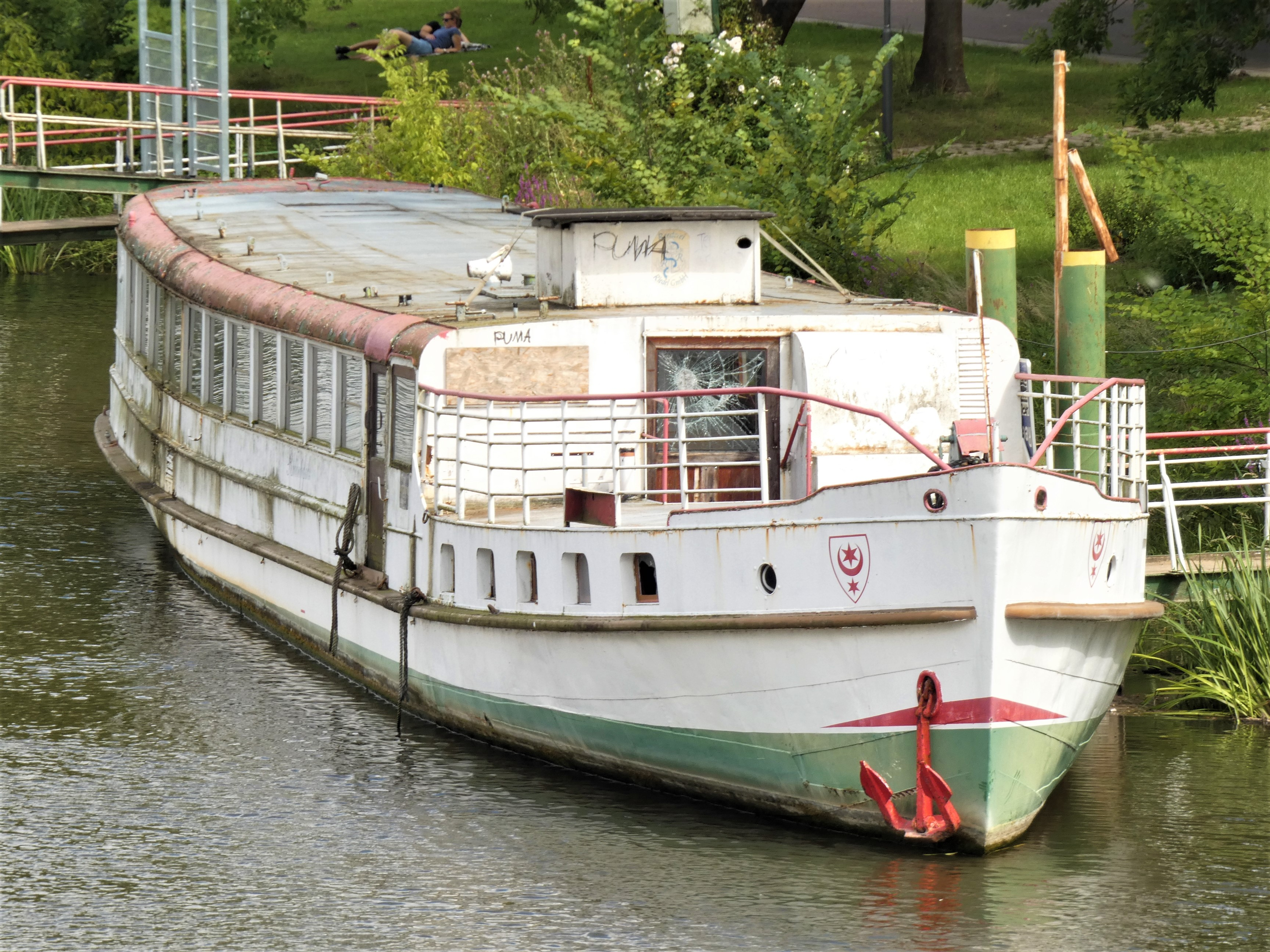
Die Rheinpfalz im Jahr 2021

Zu Willi Bittkows Zeit wurden angeblich zwei Fahrgastschiffe namens Dorothee 1 und Dorothee 2 angeschafft; eine einstige Dorothee Bittkows ging laut Kurt Groggert 1955 in den Besitz Kurt Hinzes über, der dann das Fahrgastschiff Rheinpfalz daraus machte. 1935 durfte Willi Bittkows Dorothee laut Groggert 220 Fahrgäste befördern. Das Schiff existierte zumindest im Jahr 2021 noch, wenn auch in traurigem Zustand.
Aus der Dorothee II (mit römischer Ziffer im Namen) wurde laut Uwe Giesler das Schiff Frohsinn. Die Dorothee II war aber laut Giesler zunächst nicht am Dorotheenhof beheimatet, sondern in Woltersdorf.
Schließlich gibt es noch den 1944 bei Wiemann als Baunummer 351 gebauten Schlepper Andreas, der einst der Eignergemeinschaft Bittkow-Geiseler gehörte und als Charterschiff erhalten geblieben ist. Dieses Schiff war aber ebenfalls nicht am Dorotheenhof, sondern in Berlin beheimatet.